# Ханс Цимер
Ханс Флоријан Цимер (Франкфурт на Мајни, 12. септембра 1957) немачки је композитор филмске музике и музички продуцент. Он је компоновао музику за преко 150 филмова, као што су Краљ лавова, Танка црвена линија, Гладијатор, Последњи самурај, Пирати са Кариба и трилогија Мрачни витез.
Цимер је део своје каријере провео у Великој Британији, пре него што се преселио у САД. Он је шеф одељења филмске музике Дрим Воркс (Dream Works) студија и сарађује са многим композиторима у компанији коју је основао Римоут Контрол Продакшн (Remote Control Production).
Цимерови радови су значајни за интеграцију електронске музике са звуцима класичних оркестарских састава. Добитник је четири Греми награде, три Брит награде за класичну музику, два Златна глобуса и једне награде Оскар. Његово име се такође налази на листи Топ 100 живих генијалаца коју је објавио Дејли Телеграф.
Његова музика је тематска, етнички разнолика и веома популарна код млађе генерације обожавалаца филмске музике. Његов студио у Лос Анђелесу сматра за својеврсну школу звука, где нуди младим и талентованим композиторима место одакле би могли да започну своје каријере у Холивуду. Сарађивао је са многим својим пријатељима, колегама и студентима почевши од 1995. године, па све до данас. Како сам каже, воли да сарађује са другим композиторима јер добре идеје увек треба поздравити. Овакав начин рада му је донео многе награде и признања. По томе се он и разликује од других познатијих композитора. Он не жели да се превише експонира. За један часопис је следеће говорио о свом начину живота и рада:
Пробудим се око поднева, запалим цигару, наспем шољицу кафе, седнем у каду на око сат времена и сањарим, и обично ми дођу неке идеје... То је врло 
неодговоран живот. Једине одлуке које доносим су везане за то које ћу ноте да користим.
Ханс Цимер живи у Лос Анђелесу са супругом Сузан, и имају четворо деце.

## Детињство и младост
Цимер је рођен у Франкфурту на Мајни, у Немачкој. Као дете је живео у Кенгистен Фалкенштајну, где је свирао клавир код куће, али је похађао часове клавира само кратко јер није волео дисциплину формалних часова. Као тинејџер, преселио се у Лондон где је уписао школу Хуртвуд Хаус.
У интервјуу за Машбал, у фебруару 2013. године, рекао је о својим родитељима:
Мајка ми је била веома музикална, у основи музичар, а отац ми је био инжењер и проналазач. Дакле, ја сам одрастао модификујући клавир, да тако 
кажемо, чиме се моја мајка згрожавала, а мом оцу је било фантастично када бих качио моторне тестере и сличне ствари на клавир, јер је мислио да 
је то еволуција у технологији.
Затим, у интервјуу за немачки ЗДФ 2006. године, он је прокоментарисао: 
Мој отац је преминуо када сам био дете, ја сам некако побегао у музику и музика је мој најбољи пријатељ.
Када је постао познат, он се надовезао на ово рано осећање говорећи о значају који музика има за њега:
Ако би ми се десило нешто због чега не бих могао да радим музику, то би ме и убило. То није само посао. То није само хоби. То је разлог зашто устајем ујутру.

## Каријера
Цимер је почео своју каријеру свирајући клавијатуре и синтисајзер 1970. године са бендом Кракатоа. Сарађивао је и са бендом Buggles, формираним 1977. године у саставу Тревор Хорн, Џеф Довнс и Брус Волеј. Цимер се може видети кратко на њиховом споту за песму Video Killed the Radio Star. Ова песма је постала светски хит и то је био први видео спот емитован на МТВ-ју, 1. августа 1981. године.
После рада са овим бендом, почео је да ради за италијанску групу Крисма, нови талас бенд настао 1976. године, у саставу са Маурицијем Арциеријем и Кристином Мосер. Он је са њима радио на њиховом трећем албуму. Такође је радио са бендом Хелден са Вареном Каном из бенда Ултравокс. Цимер на клавијатурама и Кан на бубњевима били су позвани да буду део шпанске групе Мецано за потребе живог наступа у Сеговији у Шпанији године 1984. Две песме са овог наступа су укључене у албум Мецено: на концерту издатом 1985. године само у Шпанији. Године 1980, Цимер учествује у продукцији сингла, Историја света, део први заједно са британским панк бендом Демнд. Овај сингл је такође укључен на њихов Блек албум из 1980. године и носио је опис његовог рада као продуцирано од стране Ханс Цимера. Њему је много сметало то што је сматрано да зато што је у рок бенду, да га само занима рок музика. У интервјуу за ББЦ је изјавио да га занимају све врсте музике и да је почео да се бави филмском музиком јер она дозвољава толику разноликост.
Док је живео у Лондону, Цимер је написао џинглове за оглашавање компаније Ер-Едел Асошијетс. Током 1980—их година, удружио се са Стенлијем Мајерсом, Филмским композитором који је написао музику за преко 60 филмова. Цимер и Мајерс су основали Лили-Јард студио са средиштем у Лондону. Заједно су радили на спајању електронског звука са оркестарским звуцима. Неки од филмова на којима су Цимер и Мајерс радили су Месечева светлост (1982), Успех је најбоља освета (1984), Безначајност и Моја лепа перионица (1985). Цимеров први самостални пројекат је филм Терминална изложеност, редитеља Ника Мастеракиса из 1987. године. Цимер је исте године радио и као музички продуцент филма Последњи цар, који је касније добио Оскара за најбољу оригиналну музику.

### Пробој у Холивуд
Прекретница у Цимеровој каријери догодила се филмом Кишни човек из 1988. године. Холивудски режисер Бери Левинсон је тражио некога да му уради музику за тај филм, а његова супруга је у међувремену послушала музику за драму Раздвојени свет за коју је Цимер компоновао музику. Левинсон је био импресиониран Цимеровим радом, и унајмио га је да уради музику за филм Кишни човек. У овом пројекту, Цимер је користио звуке синтисајзера, помешане са звуком челичних бубњева. Овај свој поступак је објаснио:
То је био филм о путовању, а такви филмови су обично праћени звуцима гитаре или неких других жичаних инструмената. Стално сам имао на уму да музика не сме да буде већа од ликова. Музика треба да буде садржај тих ликова. Лик Рејмонда заправо ни не зна где се налази. Свет је толико другачији за њега. Исто тако би могао бити и на Марсу. Па зашто онда не би измислили музику за свет који заправо не постоји?
Цимерова музика за овај филм је номинована за Оскара 1989. године, а филм је добио 4 Оскара, укључујући Оскара за најбољи филм

### Каријера током 90 - их година
Године 1991, приликом рада на филму Телма и Луиз, Цимер сарађује са гитаристом Питом Хејкоком, са којим компонује тему за ово остварење. Цимер је и као тинејџер био љубитељ Хејкокове музике, тако да му је сарадња са њим причињавала велико задовољство. Заједно су сарађивали на још два успешна пројекта.
За потребе филма из 1992. године, Моћ једнога, Цимер је отпутовао у Африку како би искористио звуке оригиналних афричких бубњева и хорова. Због његовог успеха у раду на овом остварењу, Волт Дизни студио за анимацију му је затражио да компонује музику за филм Краљ лавова из 1994. године. То је био први пројекат у његовој каријери где је радио музику за анимирани филм. Цимер је желео да оде у Јужну Африку да снима деонице за овај пројекат, али није могао да посети ову земљу јер је тамо имао полицијски досије због рада на субверзивним филмовима, као што је Моћ једнога. Шефови Дизни студија су се плашили да ће Цимер бити убијен ако оде тамо, тако да је снимање хора организовано приликом посете јужноафричког певача и композитора Лебо М. О раду на овом филму, Цимер је рекао следеће:
Никада раније нисам писао за крзнене животиње. Знао сам како да пишем за људска осећања, али ово су ипак биле животиње. Требало ми је времена како би превазишао ову мисао и да бих почео да их третирам као да су људи.
Главни проблем нам је био како да у дечијем филму, сцену када отац умире представимо емотивном, али не застрашујућом, али би то било нешто због чега би деца почела да постављају питања. То је врло једноставно. То је виђење са моје тачке гледишта, јер је мој отац преминуо када сам имао 6 година, и нисам имао никога да разговара са мном о томе. Дакле, то је врло лична ствар.
Цимер је освојио бројне награде за филм Крвава плима из 1995. Године, као и Гремија за главну тему. За потребе овог филма, користио је синтисајзере уместо традиционалних оркестарских инструмената, што је донело револуцију у компоновању и извођењу филмске музике. Због рада на филму Танка црвена линија из 1998. године, Цимер је снимио шест и по сати музике јер је режисер Теренс Малик желео да чује музику пре него што је почео да снима филм. Цимер је тада изјавио:
Имам све рачунаре, тастатуре и синтисајзере, а ја ипак одлутам далеко. На пример за филм Краљ лавова, сам написао мелодију која траје више од 4 сата и која је била јако лепа, али ми је на крају деловала бесмислено. Дакле на крају сам дошао до материјала који ми се свидео. Радили смо на овом филму 4 године, али се нисам играо све до последње 3 недеље. Са филмом Крвава плима, са друге стране, управо сам за неколико секунди схватио шта сам желео.
Следећи велики Цимеров пројекат је био рад на филму Принц Египта из 1998. године који је произведен од стране Дрим Воркс (Dream Works) студија за анимацију. Тада је сарађивао са израелском глумицом и певачицом Офром Хазом, којом су редитељи овог филма били толико одушевљени да су осмислили анимирани лик по узору на њу. Цимер је урадио музику пре него што је почела да се ради анимација, јер је било потребно урадити синхронизацију текста песама са ликовима. О свом искуству које је стекао радећи на овом филму, Цимер је имао да каже следеће:
Анимација је посао који захтева сарадњу. Свако даје колико може. Онда погледаш причу и схватиш да је твоја идеја уважена. Али рад на овом филму је био посебан изазов јер је ово ипак прича преузета из Библије. Константно сам био забринут да не увредимо некога. Само сам пратио своје инстинкте.
Тада је такође изјавио да није био задовољан музиком коју је компоновао и сматрао је да је уништио филм. Како сам каже, најтеже му је било да уради сцену где се појављује грм који гори, јер једино та сцена није била обојена. Прво је урадио музику по свом осећају, па су аниматори додали боју. Тврди да му је било лакше да ради на овом филму него на филму Краљ лавова, јер су му овде све сцене већ биле у боји што му је помогло око стварања општег утиска.

### Каријера оком 2000 - их година
Током 2000—их година, Цимер је компоновао музику за многе холивудске филмове укључујући Гладијатор (2000), Пад црног јастреба и Ханибал (2001), затим Последњи самурај (2003), анимирани филм Мадагаскар (2005), Да Винчијев код  (2006), Симпсонови филм (2007), Анђели и демони и Шерлок Холмс (2009)
Филм Гладијатор је имао најпродаванију музику свих времена. На стил Ханса Цимера утицали су многи композитори. Он је доста користио елементе као што су високи женски вокали и одјеци, као и ратне валцере које је користио за сцене епских борби у филмовима.
Током рада на филму Последњи самурај, који је био његов стоти пројекат што се тиче филмске музике, године 2003. Цимеру је пришао продуцент Џери Брукхајмер са којим је већ сарађивао на многим филмовима. Брукхајмер је завршио са снимањем филма ''Пирати са Кариба: Клетва црног бисера, али није био задовољан музиком коју је радио Алан Силвестри и хтео је замену. Али пошто је Цимер био заузет тада, Клаус Бадтел, његов близак колега, је преузео пројекат. Међутим, Цимер је ипак обезбедио неке теме за овај филм, иако није никада потписан на екрану. Цимер је био ангажован као композитор за наредна 3 филма из ове серије.
Цимер је 2009. године радио музику за филм о Шерлоку Холмсу и прича се да је тада купио покварени клавир за 200 долара и користио необичне звуке које је клавир производио. Године 2011. снимљен је наставак овог филма под називом Шерлок Холмс: Игра сенки, где су Цимер и редитељ Гај Ричи хтели да укључе аутентичну ромску музику. Због тога су посећивали Словачку, Италију и Француску и користили су музику коју су изводили виртуози ромске националности.
Ханс Цимер је такође познат по свом раду на филовима Кристофера Нолана Бетмен почиње (2005) и Мрачни витез (2008), ма којима је сарађивао са Џејмсом Њутн Ховардом. У почетку је само Цимер требало да ради музику, али је убедио Нолана да га пусти да сарађује са Ховардом. Нолану се на крају свидела та идеја и сматрао је да је то добро због комплексности Џокерове личности. Не постоји ни једна композиција у том филму где нису учествовала оба композитора. Цимер је одлучио да представи Џокера само једним тоном који је на челу одсвирао његов дугогодишњи пријатељ Мартин Тилман. Цимер је коментарисао:
За лик Џокера ми је фалила само једна нота коју нисам никако могао да пронађем. Требало ми је нешто што истовремено звучи и ружно и самопоуздано, али да има бас призвук. Желео сам да напишем нешто што би људи заиста мрзели.
Ханс Цимер је о музици коју је написао за филм из 2005. године, Бетмен почиње, Изјавио и следеће:
Мислим да је овде било више електронске музике него било где другде. Нисам желео да радим обичну оркестарску музику јер Бетмен није обичан лик. Мислим, где се уопште проналазе све оне дивне играчке и технологија? Тако да сам размишљао да у музику уведем више технологије. У музици за овај филм не постоји нота коју је одсвирао оркестар.
Ханс Цимер сарађује са многим композиторима радећи у његовој компанији Римоут Контрол Продакшн (Remote Control Production), раније познатој као Медиа Венчурс (Media Ventures). Његов студио у Санта Моници у Калифорнији има широку палету рачунарске опреме и клавијатура, дозвољавајући веома брзо стварање демо снимака. Као његове колеге у студију укључени су Хари Грегсон – Вилијамс, Џејмс Дули, Џеф Зенели, Хенинг Лохнер, Хју Мар, Стив Јаблонски, Марк Манцина, Џон Ван Тонгерен, Џон Пауел, Ник Феникс и Томас Ј. Бергерсен.
У октобру 2000. године, Цимер први пут наступа уживо на концерту са оркестром и хором на 27. годишњем Међународном филмском фестивали Фландрије у Генту. Он је добио низ признања и награда, укључујући и награду за животно дело везану за композицију филмске музике Нашионал Боард оф Ревју (National Board of Review), Фредерик Лоеве награду (Frederick Loewe Award) 2003. године на Палм Спрингс Интернационалном филмском фестивалу, Хенри Мнцини награду за животно достигнуће и Ричард Кинг награду за животно дело 1996. године.
Током ових година, значајан је био његов рад на филму на шпанском језику Casi Divas, затим компоновао је тему за телевизијску серију Ривал, и сарађивао је са Лорном Балфом на музици за Call of Duty: Modern Warfare 2, што је био његов први пројекат за видео игре. Сарађивао је и са композиторима Бориславом Славовим и Тилманом Силескуом на стварању музике за видео игре Crisis 2.

### Каријера током 2010 – их
За филм из 2010. године, Почетак, Цимер користи електронску манипулацију песме Non, je ne regrette rien. Звук рога коришћен за ову музику, кога је Цимер описао као звук рога који упозорава на маглу која ће се спустити на град, постао је популарна опција коришћена у филмској музици. Цимер је прокоментарисао:
Чудно је како те ствари постају део моде. Али претпостављам да је то тачно оно што трејлерима треба: нешто иконично, што траје мање од секунде, а продрма ваше седиште у биоскопу.
У децембру 2010. године, добио је своју звезду на Холивудском булевару славних. Ову награду је посветио свом публицисти и дугогодишњем пријатељу Ронију Чејсену, који је претходног месеца био убијен на Беверли Хилсу. Годину дана касније добио је звезду на булевару славних у Берлину.
Године 2012, Цимер је компоновао и продуцирао музику за 84. доделу Оскара заједно са Фарелом Вилијамсом. Он је такође компоновао нову верзију уводне шпице за АБЦ светске вести.
Цимер је компоновао музику и за филм Успон тамног витеза, последње етапе трилогије Кристофера Нолана. Филм је пуштен у јулу 2012. године. Цимер је био очајан у периоду након пуцњаве у Аурори исте године, која се догодила на пројекцији тог филма. Цимер је тада изјавио да се осећа невероватно тужно због жртава пуцњаве. Он је снимио нумеру под називом Аурора, хорску изведбу теме из филма Успон тамног витеза, да би скупио новац за помоћ породицама настрадалих. Након завршетка радова на овом филму, Цимер је изјавио да планира да се пензионише јер је , како каже, био исцрпљен. Затим је изјавио како би желео да помаже младим композиторима, како око компоновања, тако и око продукције. Такође, један од његових планова је био одржавање концерата по свету где би изводио своју музику.
Он је заједно са Лорном Бил и Лисом Џерард компоновао музику за телевизијску серију Библија, која је емитована у марту 2013. године, као и музику за филм Дванаест година ропства који је освојио Оскара за најбољи филм у марту 2014. године. Цимер такође је компоновао химну фестивала Туморовланд (Tomorrowland), чиме је обележено десет година постојања фестивала у јуну 2014. године.
Цимер је компоновао музику за филм 2014. године, Чудесни Спајдермен 2 заједно са Величанствених 6, чији су чланови Фарел Вилијамс, Џони Мар, Михаел Еинзигер, Џанки ХЛ, Ендру Кавцински и Стив Мазаро.
Цимер је такође компоновао и музику за филм Кристофера Нолана из 2014. године, Међузвездани, која му је донела номинацију за Оскара за најбољу оригиналну музику. Пре издавања своје дигиталне верзије, он је номинован за награду Медиа Авардс најбољу оригиналну музику. Саундтрек је објављен 17. новембра 2014. године, а издавач је био Ватер Тауер (Water Tower).
Средином октобра 2012. године, Кристофер Нолан је послао Хансу Цимеру поруку везану за детаље свог новог филма и тражио је од Цимера да проведе дан у писању музике за овај филм. Када је Цимер примио поруку, он је био на скупу студената у школи филма и телевизије на Лијола Маримоут универзитету. У једној ноћи, Цимер је написао комад за клавир и оргуље у трајању од 4 минута. Састављен комад, по Цимеровим речима описује шта значи бити отац. Нолан је чуо комад и површно препричао идеју филма. Како филм истражује однос ова и ћерке, Нолан је назвао ту композицију срцем приче. Нолан је почео да ради филм са овим комадом музике која му је на неки начин правила друштво у току самог процеса стварања филма. Према Цимеровим речима, композитори обично буду укључени крајем стварања једног филма, али музику за овај филм, Цимер је почео да компонује 2 године пре његовог пуштања. У интервјуу за Холивуд Репортер, Цимер је изјавио да би могао описати свој однос са сином кроз ово дело.
Према Цимеру, Међузвездани говори о људима који су у потпуној изолацији. У лето 2013. године, Цимер се изоловао у свом стану у Лондону на месец дана и живео је као пустињак. Због рада на овом филму, Цимер и Нолан су радили опширна истраживања.
Било је потребно 2 године да Цимер осмисли и компонује музику, паралелно са снимањем филма. Обично, у време када је Нолан снимао сцену у филму, Цимер је био спреман са музиком за ту сцену. Међутим, већина самог снимања је урађена у касно пролеће 2014. године. Цимер је сам одсвирао сваку ноту, што значи да је интензивно користио свој компјутер и синтисајзер, и дао је музици јединствен квалитет.
Међутим, касније је упослио музичаре да би добио сложене инструменталне резултате. Због једне сцене, Цимер је посетио цркву у Лондону да би снимио тонове одсвиране на оргуљама које датирају из 1926. године. Даље, за крајњи резултат, додао је ансамбл од 34 жичана инструмента, 24 дрвена дувачка инструмента и 4 клавира које је снимио у Ер дворани Линдусрт Хол студија. Цимер је сам свирао соло клавир за сцене у филму које су се одиграле поред Сатурна.
Он је такође додао мешовити хор од 60 гласова. Према Цимеровој замисли, концепт ваздуха и даха одзвања кроз музику, што је повезано са стањем астронаута у свемирским оделима. Цимер им је рекао да се окупи група врхунских свирача дрвених дувачких инструмената и да им се тражи да одсвирају најнеобичније звуке које могу да произведу. Хорски елементи су такође били експериментални. Цимер користи хор на традиционално необичне начине. На пример, када чујете издисање 60 људи, то звучи као да ветар протиче кроз дине у Сахари. Он је хор одаљио од микрофона, користећи их као реверб за клавире. Цимер је објаснио:
Што се више удаљавамо од Земље у филму, то је више звук стваран од стране људи, и долази до изражаја њихово отуђење. Као и видео поруке у филму, они постају више нарушени и више апстрактни.
Џонатан Бронкстон је поздравио музику за овај филм говорећи да је композитор био јако смео у избору инструмената и хорова. Такође каже да су емоције у филму јаке, али да нису превише потенциране. Затим тврди како би музика за овај филм требало да добије Оскара јер је то најбоља музика за филм написана у 2014. години

## Занимљивости
Године 1983, свирао је синтисајзер на албуму Шта ми радиш Здравка Чолића.